# Valentin Ćorić
Valentin Ćorić (Paoča kraj Čitluka, 23. lipnja 1956.), hrvatski političar iz Bosne i Hercegovine. Radio je kao inženjer na preradi boksita. Poslije se prestao baviti rudarstvom i započeo vojnu karijeru, postavši zapovjednik vojarne u Krvavicama u Hrvatskoj. 1992. imenovan je za zamjenika za sigurnost i zapovjednika Vojne policije HVO-a. Krajem 1993. postao je ministar unutarnjih poslova Hrvatske Republike Herceg-Bosne.
Nakon što je odslužio - uključujući pritvor - dvije trećine od 16 godina zatvora na koje ga je za ratne zločine bio osudio Međunarodni sud za ratne zločine na području bivše Jugoslavije, u siječnju 2019. godine je otpušten iz zatvora.

### Suđenje u Haagu
2004. Međunarodni sud za zločine počinjene na području bivše Jugoslavije izdao je optužnicu za šest čelnika bivše HRHB - protiv Jadranka Prlića, Brune Stojića, Slobodana Praljka, Milivoja Petkovića, Ćorića i Berislava Pušića . Optužen je za progone na političkoj, rasnoj ili vjerskoj osnovi; ubojstvo; silovanje; deportacije; zatočavanje; nečovječna djela; hotimično lišavanje života; premještanje i zatvaranje civila; nečovječno postupanje; uništavanje imovine širokih razmjera i oduzimanje imovine koje nije opravdano vojnom nuždom, a izvedeno je protupravno i bezobzirno; okrutno postupanje; protupravni rad; bezobzirno razaranje gradova, naselja ili sela, ili pustošenje koje nije opravdano vojnom nuždom; uništavanje ili hotimično nanošenje štete ustanovama namijenjenim religiji ili obrazovanju; pljačkanje javne ili privatne imovine i protupravni napad na civile, Bošnjake, 1993. i 1994. tijekom napada na Prozor, Gornji Vakuf, Jablanicu, Ljubuški, Stolac, Čapljinu i Vareš, te opsadu Mostara u sklopu bošnjačko-hrvatskog sukoba. Prema optužnici, cilj je bilo protjerivanje bošnjačkog stanovništva, stvaranje etnički čistih prostora te konačno njihovo odvajanje i priključenje Hrvatskoj u granicama Banovine Hrvatske iz 1939. godine .
Ćorić se dobrovoljno predao sudu te izjasnio da nije kriv ni po jednoj točki optužnice. Suđenje je počelo 26. travnja 2006., a završne riječi su se održale u ožujku 2011. Tužiteljstvo je predstavilo 145 svjedoka, a obrana 65, te uključilo 4 914 dokaznih predmeta u rasponu od 465 sudskih radnih dana , što taj predmet čini najduljim u povijesti tribunala . Prvostupanjska presuda očekivala se u ožujku 2013., ali je odgođena za svibanj. U travnju 2013. zakazano je izricanje presude za 29. svibnja. 29. svibnja 2013. nepravomoćnom je prvostupanjskom presudom osuđen na 16 godina zatvora. 29. studenog 2017. donesena je pravomoćna presuda u kojoj se potvrđuje osuda na 16 godina zatvora.

## Nakon zatvora
Nakon odsluženja nešto više od 2/3 kazne (dugogodišnji pritvor je uračunat u odsluženje kazne), Valentin Ćorić je u siječnju 2019. godine otpušten iz zatvora; uz zabranu medijskog istupanja i komunikacije sa žrtvama.
Nakon otpuštanja iz zatvora, radi u obiteljskoj vinariji u Paoči kod Čitluka.
Nakon isteka zabrane medijskih istupa, 2024. god je Valentin Ćorić objavio knjigu "In vino libertas", s autobiografskim zapisima iz zatvoreništva u Haagu; kod predstavljanja knjige u siječnju 2024. godine objašnjeno je da je ona bila napisana još 2017. god. Na promociji knjige održanoj u Društvu hrvatskih književnika u Zagrebu okupio se veći broj javnih osoba, koji su iskazivali o svojem prijateljstvo i podršci Valentinu Ćoriću.
U intervjuu 2024. god. o svojem djelovanju u ratu govori: "Kao visoki dužnosnik u ratu i poslije, vjerovao sam kako visoko profesionalno i časno obavljam svoje dužnosti. Ali nosio sam i širu odgovornost od koje se ne može pobjeći. Istinski žalim svaku žrtvu i njihove patnje koje je rat prouzročio."